# Harry Vardon Trophy
De Harry Vardon Trofee is een prijs die jaarlijks door de Europese PGA Tour wordt uitgereikt aan de golfer die dat jaar de laagste gemiddelde score heeft.
De trofee is vernoemd naar Harry Vardon, winnaar van zeven Majors, en werd voor het eerst uitgereikt in 1937, het jaar dat hij overleed. De Amerikaanse Tour kent sinds 1937 de Vardon Trophy.

## Winnaars
- 1937:  Charles Whitcombe
- 1938:  Henry Cotton
- 1939:  Reg Whitcombe
- 1946:  Bobby Locke
- 1947:  Norman von Vida
- 1948:  Charlie Ward
- 1949:  Charlie Ward
- 1950:  Bobby Locke
- 1951:  John Panton
- 1952:  Harry Weetman
- 1953:  Flory Van Donck
- 1954:  Bobby Locke
- 1955:  Dai Rees
- 1956:  Harry Weetman
- 1957:  Eric Brown
- 1958:  Bernard Hunt
- 1959:  Dai Rees
- 1960:  Bernard Hunt
- 1961:  Christy O'Connor sr.
- 1962:  Christy O'Connor sr.

- 1963:  Neil Coles
- 1964:  Peter Alliss
- 1965:  Bernard Hunt
- 1966:  Peter Alliss
- 1967:  Malcolm Gregson
- 1968:  Brian Huggett
- 1969:  Bernard Gallacher
- 1970:  Neil Coles
- 1971:  Peter Oosterhuis
- 1972:  Peter Oosterhuis
- 1973:  Peter Oosterhuis
- 1974:  Peter Oosterhuis
- 1975:  Dale Hayes
- 1976:  Seve Ballesteros
- 1977:  Seve Ballesteros
- 1978:  Seve Ballesteros
- 1979:  Sandy Lyle
- 1980:  Sandy Lyle
- 1981:  Bernhard Langer
- 1982:  Greg Norman

- 1983:  Nick Faldo
- 1984:  Bernhard Langer
- 1985:  Sandy Lyle
- 1986:  Seve Ballesteros
- 1987:  Ian Woosnam
- 1988:  Seve Ballesteros
- 1989:  Ronan Rafferty
- 1990:  Ian Woosnam
- 1991:  Seve Ballesteros
- 1992:  Nick Faldo
- 1993:  Colin Montgomerie
- 1994:  Colin Montgomerie
- 1995:  Colin Montgomerie
- 1996:  Colin Montgomerie
- 1997:  Colin Montgomerie
- 1998:  Colin Montgomerie
- 1999:  Colin Montgomerie
- 2000:  Lee Westwood
- 2001:  Retief Goosen
- 2002:  Retief Goosen

- 2003:  Ernie Els
- 2004:  Ernie Els
- 2005:  Colin Montgomerie
- 2006:  Padraig Harrington
- 2007:  Justin Rose
- 2008:  Robert Karlsson
- 2009:  Lee Westwood
- 2010:  Martin Kaymer
- 2011:  Luke Donald
- 2012:  Rory McIlroy
- 2013:  Henrik Stenson
- 2014:  Rory McIlroy
- 2015:  Rory McIlroy